# Androgeenongevoeligheidssyndroom
Het androgeenongevoeligheidssyndroom, (AOS) is een aangeboren afwijking waardoor iemand niet of onvoldoende reageert op mannelijke geslachtshormonen (androgenen). Internationaal aangeduid als een van de XY-Differences of Sex Development (DSD).
Het DNA van mannen en vrouwen verschilt doordat mannen een X- en een Y-chromosoom hebben en vrouwen twee X-chromosomen. Vanaf de achtste week van de zwangerschap produceren embryo's met XY-chromosomen veel androgenen, waardoor ze mannelijke geslachtskenmerken ontwikkelen.
Embryo's met AOS hebben XY-chromosomen en er worden ook testikels gevormd, maar de embryo's reageren niet op de mannelijke geslachtshormonen. Hierdoor ontwikkelen zich vrouwelijke geslachtskenmerken.
Omdat mensen met AOS niet of nauwelijks beïnvloed worden door mannelijke hormonen, heeft hun lichaam een vrouwelijk uiterlijk. Net als bij andere mensen kan hun genderidentiteit geheel vrouwelijk of geheel mannelijk zijn, of een andere vorm hebben.
Er zijn enkele verschillen tussen het lichaam van mensen met AOS en een gemiddeld vrouwelijk lichaam. De belangrijkste zijn:
- Geen baarmoeder en eierstokken
- Geen menstruatie
- Geen oksel- en schaamhaar
- Geen acne
- Geen transpiratiegeur

## Genetische achtergrond
AOS ontstaat door mutaties (spontane, genetische veranderingen) in het gen AR, gelegen op het X-chromosoom, in band q11-13. Door deze veranderingen wordt het eiwit, waaraan androgenen binden, onwerkzaam.
De aangeboren afwijking erft X-gebonden recessief over. Vrouwen met een afwijkend gen op slechts 1 van beide X-chromosomen zijn drager, en hebben geen symptomen of een klein beetje, zoals minder oksel- en schaamhaar en minder kans op acne tijdens de puberteit. Zij kunnen de aandoening doorgeven.